# Agrilus cochisei
Agrilus cochisei är en skalbaggsart som beskrevs av Knull 1948. Agrilus cochisei ingår i släktet Agrilus och familjen praktbaggar. Inga underarter finns listade i Catalogue of Life.